# Опсерваторија Џемини
Опсерваторија Џемини је опсерваторија која располаже са два телескопа пречника огледала 8 метара. Телескопи се налазе на Хавајима и у Чилеу. Заједно, телескопи покривају и северно и јужно небо. Снимају у видљивом и инфрацрвеном делу спектра и спадају у највеће телескопе на свету.
У изградњи учествовало је више држава, укључујући САД, Канаду, Чиле, Аргентину, Бразил и Аустралију. Белика Британија престала је да сарађује у децембру 2012. године.

## Телескопи
- Gemini North налази се на Мауна Keи на Хавајима, заједно са Субару телескопом и многим другим. Мауна Кеа је популарно место за астрономе због климе и проређене атмосфере, налази се на надморској висини од око 4200 метара. Телескоп је почео са радом 1999. године.
- Gemini South налази се у Чилеу на надморској висини од преко 2700 метара где је клима веома повољна. Први снимак је направио 2000. године.

заједно, ови телескопи покривају скоро цело небо, осим малог дела око северног и јужног небеског пола. Gemini North не види северније од +89 степени по деклинацији а Gemini South не види јужније од -89 степени по деклинацији.
f број за оба телескопа износи 16, састављени су од примарног огледала пречника 8.19 метара и много мањег секундарног огледала. Могу се користити одвојено и располажу веома осетљивим инструментима који снимају у инфрацрвеном и видљивом делу спектра. Имају доста напредну технологију и омогућавају кориснику да управља телескопом са било ког тела света, преко компјутера.

## Инструменти
Оба телескопа имају уграђене спектрографе који снимају спектре више објекта одједном. Огледала су заштићена сребрним навлакама. 
- Gemini North располаже NIFS спектрографом (Near-infrared Integral Field Spectrograph) који је обезбедио Национални универзитет у Аустралији. NIFS снима у опсегу од 5-27 µm. Телескоп је некада располагао спектрографом високе резолуције Phoenix који су обезбедиле Сједињене Америчке Државе али није више у употреби.
- Gemini South располаже камером GSAOI са 16 мегапиксела која снима инфрацрвену светлост. Неки од осталих инструмената су NICI (Near-Infrared Coronagraphic Imager) и GPI (Gemini Planet Imager) који служе за тражење екстрасоларних планета.